# Port de Gdynia
Le port de Gdynia est un port en Pologne. Construit en 1926, il est en 2008 le second port à conteneurs sur la mer Baltique.

## Situation
Il est situé sur la côte ouest de la baie de Gdańsk, sur la mer Baltique, à Gdynia.

## Histoire

### Construction du port de mer
La décision de construire un grand port de mer à l’emplacement du village de Gdynia fut prise par le gouvernement polonais pendant l’hiver 1920, en raison de l’attitude hostile des autorités de Dantzig et des ouvriers du port qui cherchaient à empêcher les armées alliées de fournir une aide militaire à la Pologne pendant la guerre polono-soviétique de 1919-1920. La construction commença en 1921, mais des difficultés financières la ralentirent, allant jusqu’à l’interrompre. Tout s’accéléra après que la Diète (Sejm, nom du parlement polonais), eut passé l’acte de construction du port de mer de Gdynia le 23 septembre 1922. En 1923, un embarcadère de 550 mètres, un brise-lames en bois de 175 mètres et un petit port avaient déjà été construits. La cérémonie d’inauguration de Gdynia comme port de guerre provisoire et comme abri pour les pêcheurs eut lieu le 23 avril 1923 et le premier grand bateau de haute mer accosta le 13 août 1923.
En novembre 1924, pour accélérer les travaux, le gouvernement polonais signa un contrat avec le consortium franco-polonais (Schneider et Cie, Société de construction des Batignolles, Hersent…) pour la construction du port de mer de Gdynia, et celui-ci vers la fin de 1925 avait déjà construit un petit port de sept mètres de profondeur, le débarcadère sud, une partie du débarcadère nord, une voie ferrée et avait aussi commencé l’équipement pour le transbordement. Malgré tout, les travaux n’avançaient pas aussi vite qu’on aurait voulu. Ils ne s’accélérèrent qu’après mai 1926, à cause de l’accroissement des exportations polonaises par voie de mer et la prospérité économique ; l’essor du commerce germano-polonais fut ce qui réorienta vers la mer une grande partie du commerce international de la Pologne. Ces progrès furent dus aussi à l’engagement personnel d’Eugeniusz Kwiatkowski, ministre polonais de l’Industrie et du commerce, qui était également responsable de la construction du projet de la région industrielle centrale (Centralny Okręg Przemysłowy). Jusqu’à la fin de 1930, on construisit des docks, des débarcadères, des brise-lames et un grand nombre d’installations auxiliaires et industrielles (comme des dépôts, l’équipement de transbordement et une usine de traitement du riz) où l'on commença des travaux (comme une grande chambre froide).
Les transbordements passèrent de 10 000 tonnes en 1924 à 2 923 000 tonnes en 1929. À ce moment-là Gdynia était le seul point de transit et le port de mer spécialement conçu pour l’exportation du charbon. Dans les années 1931-1939 le port de Gdynia continua à s’étendre et devint un port de mer pour le monde entier. En 1938, c'était le port de mer le plus grand et le plus moderne de la mer Baltique, et il occupait la dixième place en Europe. Les transbordements atteignirent 8,7 millions de tonnes, ce qui représentait 46 % du commerce extérieur polonais. En 1938, le chantier naval de Gdynia commença à construire son premier bateau de haute mer, l’Olza.

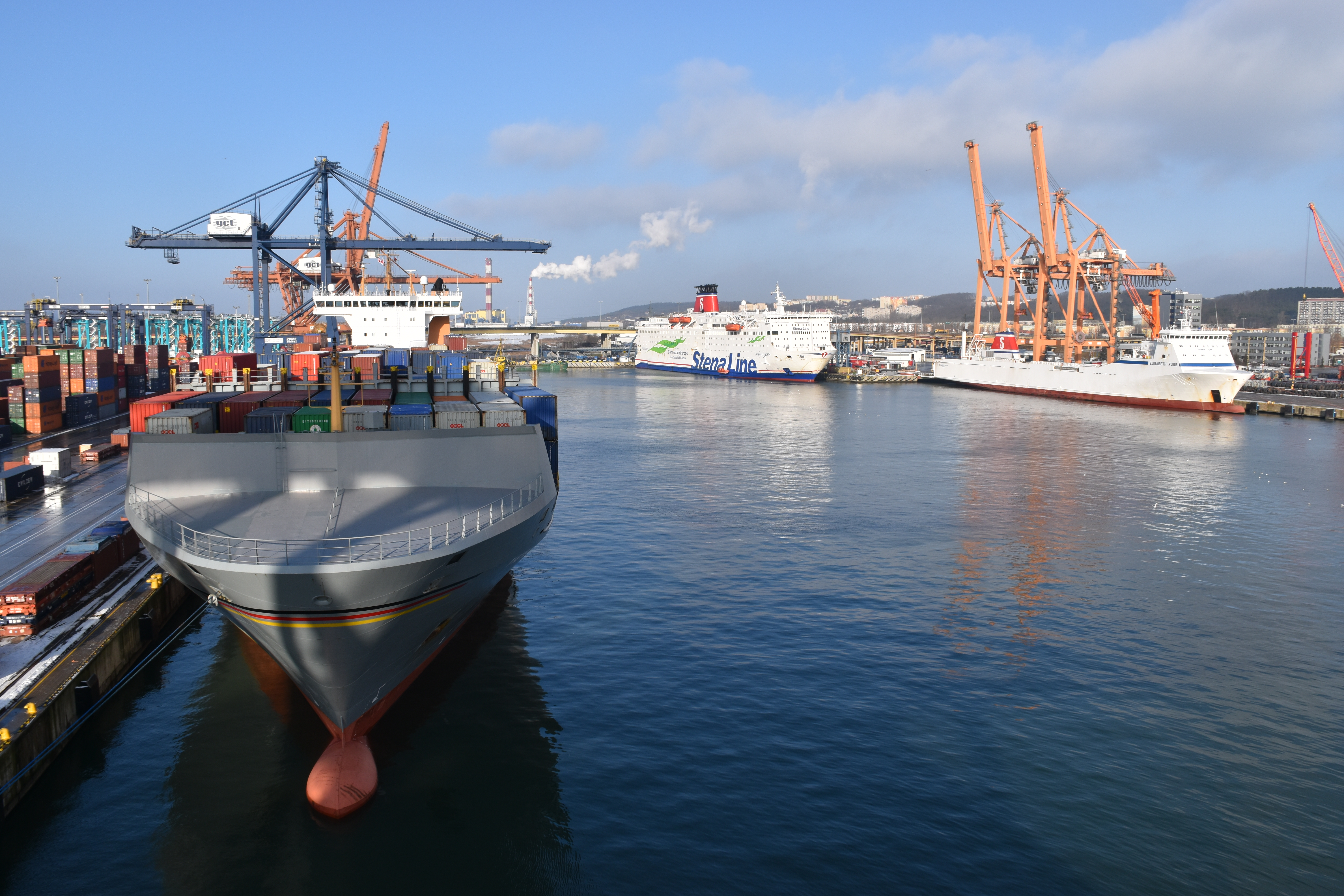
Le port de Gdynia, février 2018.

## Transbordements
- 1924 - 10 000 tonnes
- 1929 - 2 923 000 tonnes
- 1938 - 8 700 000 tonnes
- 2002 - 9 365 200 tonnes
- 2005 - 12 230 700 tonnes
- 2006 - 14 200 000 tonnes[1]
  - Conteneurs - 461 170[1]
  - Passagers - 364 202